# Lissoughter
Lissoughter (iriska: Lios Uachtair) är ett berg i republiken Irland.   Det ligger i grevskapet County Galway och provinsen Connacht, i den västra delen av landet, 230 km väster om huvudstaden Dublin. Toppen på Lissoughter är 386 meter över havet, eller 328 meter över den omgivande terrängen. Bredden vid basen är 3,4 km.
Terrängen runt Lissoughter är kuperad åt nordost, men åt sydväst är den platt. Runt Lissoughter är det mycket glesbefolkat, med 5 invånare per kvadratkilometer. Närmaste större samhälle är Clifden, 19,9 km väster om Lissoughter. Trakten runt Lissoughter består i huvudsak av gräsmarker.